# 남문기
남문기(南文基, 1954년 6월 10일 ~ 2021년 3월 20일)은 대한민국의 기업인, 정치인이다. 미국 뉴스타 부동산 그룹의 회장이며, 새누리당의 재외국민위원회 자문위원장, 해외한민족대표자협의회 및 세계한인회회장대회의 공동의장을 맡았다.

## 정치 활동

### 한나라당 재외국민위원회 위원장 임명과 사임
2011년 7월, 한나라당 지도부가 출범한 이후 재외국민위원회의 위원장으로 임명되면서 국내 정치를 시작하였다. 그러나, 당내에서 대한민국 국적자만이 당직을 맡을 수 있다는 당규를 들어 약간의 논란이 있었고, 그래서 남문기는 한나라당에 사표를 제출하면서 직을 사임했다.

### 미국 시민권 포기
한나라당은 직을 사임한 남문기를 재외국민위원회의 자문위원장으로 직을 바꾸어 임명하였고, 이후 남문기는 미국 시민권을 포기하고 대한민국 국적을 회복하였다. 이 일에 대해 당시 한나라당의 김기현 대변인은 "언론에 사퇴한 것으로 알려진 남문기 재외국민협력위원장 내정자가 이중국적을 해결하는 데 오랜 시간이 걸림에 따라 남 위원장 스스로 자리를 양보한 것"이라고 밝혔다. 또한, 한국 국적을 회복하지 않은 상태에서 직을 맡은 것이 아니라, 한국 국적을 이미 취득했으나, 미국 국적을 정리하는 과정에서 시간이 걸렸을 뿐이라고도 밝혔다.

### 추구하는 정책 방향과 주장
남문기는 《미국 땅에 한인 대통령을 만들자》등의 저서에서 밝힌 바처럼 한국인이 해외, 특히 미주에 많이 진출해야 한다고 주장한다. 특히, 청년실업의 해결책을 해외취업으로 제시하고 있다.

## 약력
- 1972년 - 선인고등학교 졸업
- 1980년 - 건국대학교 법정대학 행정학과 졸업
- 1980년 - 주택은행 (現 국민은행) 입사, 주택은행 노동조합 창립 멤버
- 1982년 - 건국대학교 대학원 경영학과 석사 (학위논문 《노사협의회를 통한 생산성 향상에 관한 연구》)
- 1988년 - 리얼티월드 뉴스타(뉴스타 부동산 그룹의 전신) 설립
- 1997년 - 민주평화통일자문회의 위원 위촉
- 1998년 - 재미한인부동산중개업협회 총회장 (2006년까지)
- 2000년 - 오렌지카운티상공회의소 회장
- 2001년 - 2002년 FIFA 월드컵 미주 공동 후원회장 (2002년까지)
- 2006년 - 로스엔젤레스 한인회장(2008년까지)
- 2008년 - 미주한인상공인총연합회 회장
- 2009년 - 미주한인회총연합회 총회장
- 2010년 - 해외한민족대표자협의회 의장
- 2011년 - 세계한인회장대회 의장
- 미주동포후원재단 이사장 역임
- 1998년 - 2006년 미주한인부동산중개업협회 회장 역임
- 재미해병대전우회 회장 (2001-2002) 역임
- 미주남씨종친회 회장 역임(1999-2006) 역임
- 남가주 한인경제단체장 부회장 (1996) 역임
- 제42회 LA한인축제 대회장 역임 (2015)
- 오렌지카운티 상공회의소 회장 (2000) 역임
- 오렌지카운티 한인축제 대회장 역임 (2000) 역임
- 오렌지카운티 해병대전우회장 (1991-1993) 역임
- 오렌지카운티 한인회 부회장 (1992-1994) 역임
- 미주 2002년 한일월드컵 공동후원회장 역임
- 전 미래은행 이사장 및 이사 역임 역임
- KU 아너스 클럽 회원(1억원 이상 기부자)
- 동사모2018 해외총괄총재(대표총재 김만복)
- 건국대학교 경영대학 부동산학과 특임교수 (2017.11.1)
- Pacific State University 이사
- 한국공인중개인협회 고문 위촉(회장 황기현 2017)
- 아시아투데이 상임고문 (2011)
- (사)국민독서관인재개발원 제1대 명예회장 (2014)
- 국제미용가연합회 명예총재 (2013)
- 세계독도사랑총연맹 명예총재
- 미주한인회총연합회 명예 총회장
- 인천광역시 국제명예고문 (2007)
- 인천광역시 국제자문관 (2016)
- 경상남도 해외통상자문관 (2013)
- 충청북도 명예대사 (2013)
- 미주 남가주 호남향우회 명예 고문(전남지사 2011)
- 개성공업지구지원재단 홍보위원 (2014)
- 국제 당수도연맹 상임고문 (2015)
- 한국유스호스텔연맹(사) 고문(2013)
- 이창호스피치리더십연구소 고문 (2013)
- 한국새생명복지재단 고문(2013)
- 사랑의 쌀 나눔운동본부 고문
- 국제미술가연합회 고문
- 한국부동산 박사회 자문위원 (2015)
- 충주시 투자 자문위원 (2015)
- 3.1운동 100주년기념사업 민족대표 (2016)
- 뉴 한국의힘 미주지역 명예 본부장 (2011)
- 밝은사회99인포럼 자문위원 (2011)
- 한미예총진흥회 자문위원 (2011)
- 원구단 개천대제 민족대표 주최대회장 (2010)
- 제8대 캘리포니아 중국조선족동포연합회 이사회 명예고문 (2010)
- (가칭)사단법인 청렴대한민국의 중앙회 고문 (2010)
- 선플국민운동본부 LA지역총재 (2007)
- '미 LA 부부위'대표 (2007)
- 재향군인회 미 서부지회 제3회 기금마련 골프대회 대회장 (2005)
- 해병전우회 중앙회 운영위원 (1992)
- KNT (공중파 TV방송사) 사장 역임
- JJC 지방자치TV 자문위원 (2014)
- 뉴스타월드 Inhouse (월간지 2001~2006) 발행인 역임
- 주택신문사 미주 지사장 (대표 이심 회장) 역임
- 안동문화방송 경영자협의회 이사 (2008)
- 중앙일보조인스랜드 해외 부동산 현지 리포터 (2008)
- 연합 신문사 자문위원 (2003)
- 대한민국 민주평화통일자문위원 다수 역임
- 세계한인부동산중개업 총연맹 2대 총재 역임
- 전국통합시도민연합회(사) 공동총재 (대표총재 안상수) 역임
- 국제미용가연합회 총재 역임 (2011)
- 한국미용건강총연합회 총재 (이사장 쟈니 리 2012)
- 열린정보 장애인협회의(사) 명예총재 역임 (2009)
- 원아시아클럽서울(사) 고문 및 홍보대사 역임 (2009)
- 해외한민족선플리더스클럽 총재 역임
- 제주도 7대 자연경관 선정추진위원회 해외 위원장
- 제주도 특별자치도 홍보대사
- 제주특별자치도 투자유치 자문관
- 미스코리아 선발대회 심사위원 역임(2006)
- 여수엑스포세계박람회 홍보대사 역임
- 대장경천년세계문화축전 명예 홍보대사 역임
- 새누리당 재외국민위원회 미국 고문 (2015)
- 새누리당 한민족통합네트워크 위원장 역임 (2012)
- 새누리당 박근혜 후보 중앙선거대책위원회 조직총괄본부 국민행복네트워크본부 선진한국위원회 해외동포 전략위원장 (2012)
- 한나라당 재외국민위원장 역임
- 한나라당 재외국민위 자문위원 위원장 역임
- 한나라당 한민족 네트워크 위원회 최고고문 (2007)
- 한나라당 제17대 중앙선거대책위원회 대통령후보 상임특별보좌역 (2007)
- 한나라당 제17대 조직총괄본부 특별보좌역 (2007)
- 대진대학교 대진학술원 명예학술위원
- 건국대학교 홍보대사(2009-2011) 역임
- 단국대학교 홍보대사(총장 장호성, 2009) 역임
- 호서대학교 홍보대사 (2009) 역임
- 국민은행(전 주택은행) (1980-1982) 근무
- 한국주택은행 노동조합 창립 멤버(1980년 5월) 역임
- 남가주 건국대학교 동문회장 역임 (1999-2000) 역임
- 건국대학교 총 동문회 부회장 역임
- 건국대 법정대 학생회장 역임 (1978-1979) 역임

## 수상
- 2005년: 미합중국 대통령 《Presidential Champion Gold Award, President's Challenge》
- 2008년: 건국대학교 총동문회 《자랑스런 건국인상》
- 2008년: 대한민국 해병대 전우회 공로장
- 2011년: 미합중국 대통령 《The President's volunteer service award》
- Certificate of Recognition (2015) -Michelle Steel, Supervisor, Second District
- County of Orange Distinguished Service (2015) -Michelle Steel, Supervisor, Second District
- Certificate of Completion (2014) -Hanyang University Global-CEO Program
- Certificate of Congressional Recognition (2013) -Judy Chu, Member of Congress, 27th District
- Certificate of Authentication (2013) -Korean Informational Association, David J. Clark, Colonel, Army General Staff
- The President’s volunteer service award (Barack Obama) (2011) -President of the United States
- Certificate of Recognition, California State legislature (2010) -Member of the Assembly Mike Davis (48th District)
- Certificate of Appreciation, Office of City Attorney (2010) -Los Angeles City Attorney Carmen A. Trutanich
- Certificate of Appreciation (2009) -Member of Cangress 40th district
- Certificate of Appreciation (2009) -State Board of Equalization, State of California, Michelle Steel
- Certificate of Appreciation (2009) -Bernard C. Parks Councilmember 8th District, City of Los Angeles State of California
- Certificate of Special Congressional Recognition, United States (2009) -Congress of the United States House of Representatives -Member of Congress Linda T. Sanchez
- Certificate of Appoint, The State of Tennessee (2009) -Colonel Aide de Camp By Phil Bredesen, Governor
- Certificate of Recognition, State of California (2009) -Member of Congress Diane E. Watson (33rd Congressional District)
- Certificate of Recognition (2009) -Diane E. Watson, Ph.d. Member of Congress
- Certificate of Appreciation (2008) -In Recognition of Outstanding Performance And Achievement, City Of Sacramento
- Certificate of Recognition, California State legislature (2008) -Member of the Assembly Mike Davis (48th District)
- California State Controller Recognition, John Chiang (2008)
- Certificate of Appreciation, Governor Arnold Schwarzenegger (2008)
- Certificate of Recognition, California Legislature (2008) -California State Assembly Paul Krekorian (43th District)
- Certificate of Recognition, State of California (2008) -Member of Congress Diane E. Watson (33rd Congressional District)
- Certificate of Appreciation, Los Angeles Police Department -Chief of Police William J. Bratton
- California State Controller Recognition, State of California (2008) -State Controller John Chiang
- Certificate of Appreciation, State of California (2008) -Governor Arnold Schwarzenegger
- Certificate of Recognition, California Legislature (2008) -California State Assembly Paul Krekorian (43th District)
- Certificate of Recognition, State of California (2008) -Member of Congress Diane E. Watson (33rd Congressional District)
- Certificate of Appreciation, City of Los Angeles (2008) -Mayor Antonio R. Villaraigosa, Councilmember Tom Labonge(4th District) -Councilmember Herb J. Wesson, JR.(10th District)
- Certificate of Appreciation, City of Los Angeles (2008) -Councilwoman Jan Perry (9th District)
- Certificate of Recognition, California Legislature (2008) -Member of Assembly Mike Davis (48th Assembly District)
- California State Board of Equalization Resolution (2008) -Member Michelle Steel (Third Member)
- Certificate of Recognition, City of Los Angeles, State of California (2008) -Councilmember Bernard C. Parks (8th District)
- Certificate of Commendation, County of Los Angeles (2008) -Chair of the Board, Supervisor Second, First, Third, Fourth, Fifth
- Certificate of Recognition, California State Legislature (2008) -Member of Assembly Mike Davis (48thDistrict)
- Certificate of Achievement, California State Legislature (2008) -Assemblyman Mike Davis (48th District)
- Certificate of Appreciation, Office of City Attorney (2008) -Los Angeles City Attorney Rockard J. Delgadillo
- Certificate of Appreciation, UCLA (2007) -Staff of KCN and Hanoolimn
- Certificate of Congratulations, County of Los Angeles (2006) -Mayor Antonio R. Villaraigosa, Councilmember Greig Smith(12th District)
- Certificate of Congratulations, County of Los Angeles (2006) -Mayor Michael D. Antonovich
- Certificate of Congratulations, City of Los Angeles (2006) -Councilmember Tom Labonge
- Certificate of Recognition, City of Irvine (2006) -Mayor Pro Tem
- LA County Commendation (2005, County of Los Angeles)
- Certificate of Congratulations, County of Los Angeles -Councilmember Greig Smith(12th District)
- Certificate of Recognition, State of California (2005) -Senator Jack Scott
- Honorees of Recognition of the Republican Presidential Inner Circle, Senator Bill Frist (2005)
- Certificate of Recognition, Council of Los Angeles (2005) -Council member Bill Rosendahl (11th District)
- Certificate of Appreciation, Council of Los Angeles (2005) -Council member Herb j. Wesson, Jr. (10th District) & -Council member Tom Labonge (4th District)
- Commendation County of Los Angeles (2005) -Supervisor Yvonne. B. Buke (2nd District)
- Presidential Champion Gold Award, President’s Challenge (2005) -President of the United States George W. Bush
- Congraturations (2005) - Greig Smith, Councilmemver 12th District, James K. Hahn, Mayor
- Presidential Champion Gold Award, President’s Challenge (2004) -President of the United States George W. Bush
- Certificate of Appreciation (2004, State of California)
- The Most Successful Business of 1994 Award, Korean Chamber of Commerce
- Certificate of Appreciation, California State University, Sacramento (2004)
- Certificate of Appreciation, California State Legislature Assembly
- 25th Anniversary Republican Senatorial Inner Circle Commission - Senator Bill Frist, M.D. Senate Majority Leader,Jay Timmons Executive Director
- Appreciation Award by Korean-American Federation of O.C. (2002)
- Certificate of Achievement (2001, ERA)
- Superior Performance award TOP 50 (2002) Brenda W. Casserly, President & COO
- Leadership Award by the United States House of Representatives - Edward R. Royce (Thirty-ninth District CA, 2001 ) - Korean Chamber of Commerce of Orange County
- Superior Performance award TOP 50 (2000) - Peter Burgdorff, President & Chief Executive Officer
- Loretta Sanchez Member of Congress - President of Korean Chamber of Commerce of Orange County (2000)
- Certificate of Recognition, State of California (2000) - Senator Joseph L. Dunn (34th District) - Korean Chamber of Commerce of Orange County
- Certificate of Appreciation (1998, Pacific State University)
- Top Agent ERA Newstarrealty & Investment (1997) -Peter D. Burgdorff, President and Chief Executive Officer
- Certificate of Appreciation (1992) - Korean American Association of Orange County on behalf of Korean Community of Orange County, Man Sun Pak, Chairman of the Board
- 한반도 평화 메달증 - 대한민국 평화통일 국민 문화제, 사단법인 우리민족 교류협회
- 특별 공로상 - 가톨릭대학교총장
- Miss Global Beauty Queen 조직위원회 명예총재
- 감사장 - 동해시장 김학기
- 공로감사장 - 대한민국 해병대전우회 총재 김명환
- Leadership Award by the O.C. Minority Business Council & Governor Pete Wilson
- 감사패 (건대1억원 기부) - 민상기 총장(건국대)
- 대한민국 실천대상 (국위선양부분) - 대회장 권영해
- 명예 전남고흥군민증(고흥군민의날 수여)
- 국기원 감사장 - 명예 단증 5단 - 국기원 원장 강원식
- 감사장 대한민국무술총연합회 (회장 신광식, 총재 전해준 )
- ‘자랑스런 건국인상’ 수상(건국대 총 동문회 )
- 공로장- 대한민국 해병대전우회 총재 김명환
- 소수민족기업협의회 한국인 최우수 경영인상 수상
- 세계 ERA 37개국 3,700여 개 오피스 중 세일즈 1등
- 뉴스타부동산, 상공회의소 95년도 최우수 모범업소로 선정

## 저서
- 《성공한 사람의 인생을 벤치마킹하라》 - (2017)
- 《미국에 한인 대통령을 만들자 4판인쇄》 - (2016)
- 《남문기 단체장 활동보고서》 - (2012)
- 《해외 한인 참정권과 복수국적》 도서출판 예가 (2010)
- 《나는 여전히 성공에 목마르다》 출판사 금붕어 (2010 개정판)
- 《미국 땅에 한인 대통령을 만들자!》 도서출판 아이북 클럽 (2009)
- 《미국을 울린 한 마디 "잘 하겠습니다"》 이채 출판사 (2008 개정판)
- 《미국을 울린 한 마디 "잘 하겠습니다"》 더북 컴퍼니 (2006)
- 부동산 전문서 《미국 부동산》 (p 460) 주택문화사 (2004 개정판)

## 참고 자료
- (한국어) 뉴스타 부동산 홈페이지
- 남문기 공식 이력서 페이지